# Ellipostoma
Ellipostoma là một chi bướm đêm thuộc họ Geometridae.